# Hatvannégy Vármegye Ifjúsági Mozgalom

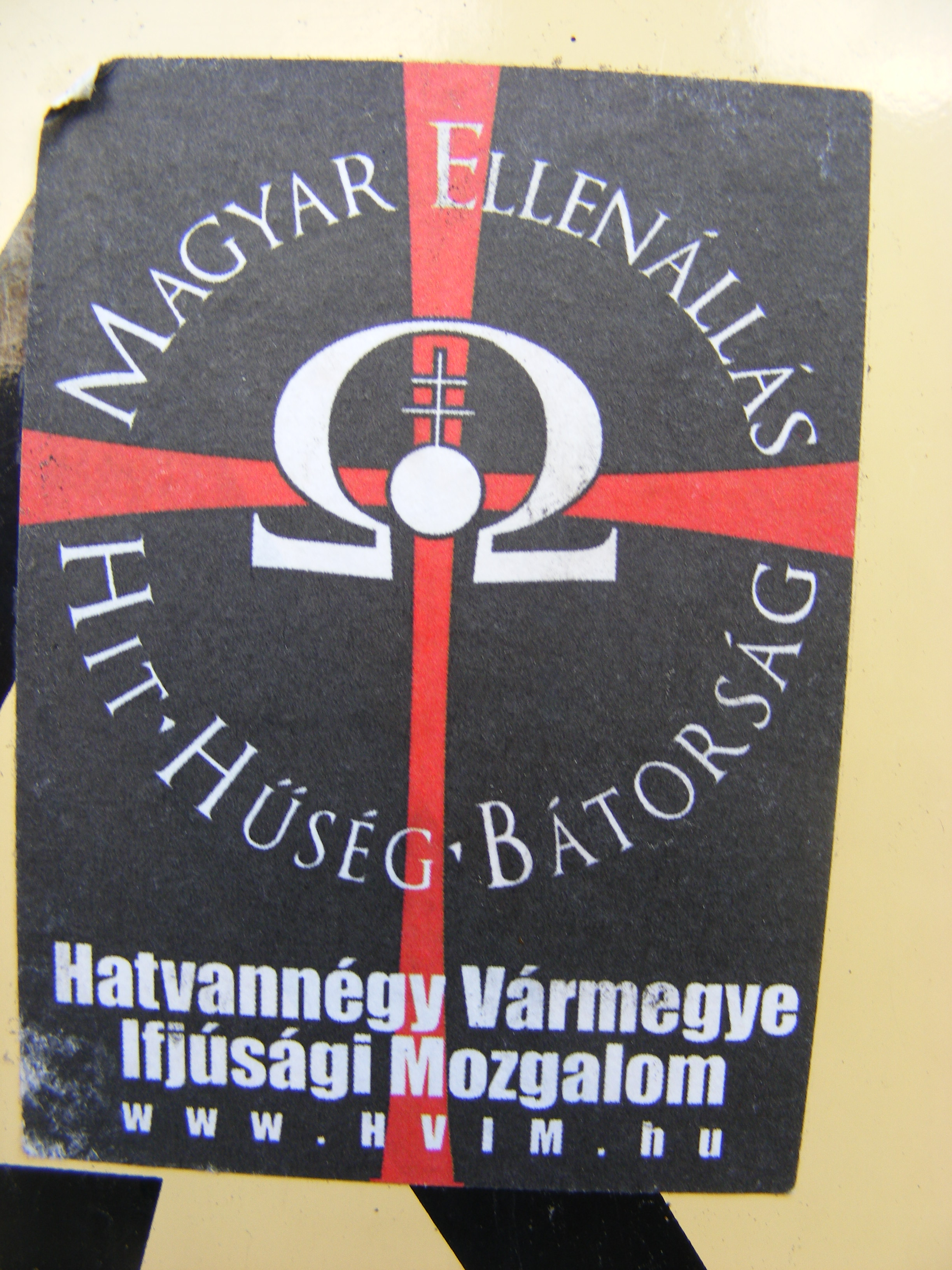
Plakat mit Emblem der HVIM

Die Hatvannégy Vármegye Ifjúsági Mozgalom (kurz HVIM; deutsch „Jugendbewegung Vierundsechzig Komitate“ oder „64 Burgkomitate“) ist eine rechtsextremistische Organisation, die in Ungarn und unter den ungarischen Minderheiten in den Nachbarstaaten aktiv ist.

## Geschichte
Der HVIM wurde 2001 von László Toroczkai gegründet, der 2006 den Vorsitz an Gyula György Zagyva abgab. Die HVIM hat in der Vergangenheit Aktionen unter den ungarischen Minderheiten in den Nachbarstaaten durchgeführt, wie zum Beispiel das Schicken von Schulmaterialien an ungarische Kinder in der Vojvodina (Serbien) oder das Projekt „Haus der Hoffnung“ in den Zonen, wo die ungarischen Minderheiten leben. Seit 2001 organisiert HVIM jeden Sommer das Festival Magyar Sziget im Dorf Verőce bei Vác.

Komitate des Königreichs Ungarn (1884–1918)

Der Name der Organisation bezieht sich auf die Komitate (auch „Gespanschaften“ oder „Grafschaften“ genannt; ungarisch vármegye), in die die Länder der ungarischen Krone bis zum Ersten Weltkrieg gegliedert waren (genau genommen waren es 63 Komitate und das Gebiet von Fiume als Corpus separatum). Im Vertrag von Trianon 1920 wurden zwei Drittel dieser Gebiete vom Königreich Ungarn getrennt und nach Rumänien sowie in die neu entstandenen Staaten Tschechoslowakei und Jugoslawien integriert. Die Organisation betrachtet diese Grenzziehung als illegitim und sieht immer noch das Gebiet der 64 Komitate als ungarisches Staatsgebiet an. Gegen den Vertrag von Trianon waren schon seit den 1920er Jahren wiederholt nationale und nationalistische Bewegungen mobilisiert worden, die auch die Grundlage für das ungarische Bündnis mit dem nationalsozialistischen Deutschland bildeten.
Durch die gewalttätigen Proteste gegen die sozialdemokratische Regierung im September 2006 in Ungarn und die Attacke auf das Gebäude des Staatsfernsehens und die darauf folgenden Berichte in den Zeitungen wurde die Organisation weltweit bekannt. Toroczkai wurde nach Agitationen 2008 in Serbien verhaftet, abgeschoben und ihm für zwei Jahre die Einreise untersagt. Auch in Rumänien und der Slowakei hatte Toroczkai Einreiseverbote.
Der Vorsitzende der Organisation, Gyula Györgi Zagyva, saß von 2010 bis 2014 im Ungarischen Parlament, in das er über die Liste der rechtsextremen Partei Jobbik im Komitat Csongrád gewählt wurde. Anders Behring Breivik übersandte vor seinem Terroranschlägen in Oslo und Utøya 2011 sein Manifest an HVIM, die Organisation distanzierte sich jedoch von seinen Taten. Der HVIM-Gründer László Toroczkai wurde im Dezember 2013 zum Bürgermeister der Gemeinde Ásotthalom (Komitat Csongrád) an der ungarisch-serbischen Grenze gewählt.
Im Juli 2015 gründete die HVIM ein „Bataillon der Freiwilligen Grenzjäger“, das im ungarisch-serbischen Grenzgebiet Migranten aufspüren soll, die illegal die Grenze überträten. Zwei Mitglieder von HVIM wurden vom Obersten Gerichts- und Kassationshof Rumäniens wegen Terrorismus zu fünf Jahren Haft verurteilt, weil sie einen Bombenanschlag auf die Feiern zum rumänischen Nationalfeiertag am 1. Dezember 2015 im siebenbürgischen Târgu Secuiesc vorbereitet hatten. Das HVIM-Mitglied Balázs Nárai wurde im April 2016 zu einer Veranstaltung der Wiener akademischen Burschenschaft Olympia zum Thema „Revolution in Ungarn – Vorbild für Österreich?“ eingeladen.
Es wurde ein Einspruch eingelegt unter Berufung auf fehlende Beweise und Verfahrensverstöße. Rechtsanwalt Előd Kincses erklärte, dass Beke und Szőcs aufgrund von Anklagepunkten verurteilt wurden, die im rumänischen Strafgesetzbuch nicht existieren und die der Oberste Gerichtshof willkürlich änderte, ohne die Verteidigung zu informieren.
Der HVIM-Gründer und ehemalige Anführer László Toroczkai gründete 2018 die Partei Mi Hazánk Mozgalom („Unsere Heimat“), die aus dem rechtsextremen Flügel von Jobbik entstand, der den gemäßigteren Kurs der Partei nicht mitgehen wollte. Diese gewann bei der Parlamentswahl 2022 5,9 Prozent der Stimmen und zog mit sechs Sitzen ins ungarische Parlament ein.